# Josep de Moner Canut
Josep de Moner i Canut (Olp, Sort, Pallars Sobirà, 20 de desembre de 1947), periodista, escriptor i actor català, ha estat, a més, el promotor, productor i primer actor de les Festes del Setge d’Olp del 2008 al 2021. Unes festes que giren al voltant dels fets de la Guerra del Pallars (1484-87) en la que Hug Roger III, el darrer compte, s'enfrontava a Ferran II, el Catòlic.
L’any 2023 l’Ajuntament de Sort amb el suport del Consell Comarcal del Pallars Sobirà i quatre ajuntaments pallaresos més diverses personalitats, va presentar la candidatura de Josep de Moner per la Creu Sant Jordi "atès el valor de la seva trajectòria cultural i de dinamització cívica de la comarca del Pallars Sobirà". Destacava com el seu màxim exponent la creació, desenvolupament i producció de les Festes del Setge d’Olp i entre la producció literària el fet que Maria, guerra i pau fos la primera novel·la escrita íntegrament en pallarès.

## L’escriptor[calcitació]
Ha publicat tres novel·les ambientades al Pallars: 
- El Mirall del Ventolau, Pagès editors. Primera edició l’octubre del 2015[1] i segona edició el maig del 2016.
- Maria, guerra i pau, Gregal editorial, 2018. El setembre del 2021 publicà una segona edició en versió pallaresa (la primera novel·la escrita íntegrament en pallarès). Tercera edició, abril del 2024
- Estimat Manel, Editorial Senyor Ruc, 2024.